# Uxbenka
Uxbenka est un site archéologique maya situé dans le District de Toledo, au sud du Belize. Des indices montrent que le site aurait été peuplé entre l'an 250 et l'an 500.